# بورنس فلات (أوكلاهوما)
بورنس فلات (بالإنجليزية: Burns Flat, Oklahoma)‏ هي بلدة أمريكية تقع في الولايات المتحدة في مقاطعة واشيتا، أوكلاهوما. يقدر عدد سكانها بـ 2,057 نسمة ومساحتها 2.2 كم2 و وترتفع عن سطح البحر 578 متر.

## التركيبة السكانية
حدّد مكتب تعداد الولايات المتحدة بيانات التركيبة السكانية لبورنس فلات في تعداد الولايات المتحدة. في ما يلي، التركيبة السكانية حسب تعدادي 2000 و2010.

### تعداد عام 2000
بلغ عدد سكان بورنس فلات 1,782 نسمة بحسب تعداد عام 2000، وبلغ عدد الأسر 622 أسرة وعدد العائلات 480 عائلة مقيمة في البلدة. في حين سجلت الكثافة السكانية 792 نسمة لكل كيلومتر مربع (2,051.3/ميل2). وبلغ عدد الوحدات السكنية 903 وحدة بمتوسط كثافة قدره 401.3 لكل كيلومتر مربع (1,039.4/ميل2).
وتوزع التركيب العرقي للبلدة بنسبة 88.55% من البيض و1.35% من الأمريكيين الأفارقة و3.93% من الأمريكيين الأصليين و0.90% من الأمريكيين ذوي الأصول الآسيوية و0.17% من سكان جزر المحيط الهادئ و2.81% من الأعراق الأخرى و2.30% من عرقين مختلطين أو أكثر و6% من الهسبانيون أو اللاتينيون من أي عرق.
بلغ عدد الأسر 622 أسرة كانت نسبة 50.3% منها لديها أطفال تحت سن الثامنة عشر تعيش معهم، وبلغت نسبة الأزواج القاطنين مع بعضهم البعض 61.1% من أصل المجموع الكلي للأسر، ونسبة 13.7% من الأسر كان لديها معيلات من الإناث دون وجود شريك،  بينما كانت نسبة 2.4% من الأسر لديها معيلون من الذكور دون وجود شريكة وكانت نسبة 22.8% من غير العائلات. تألفت نسبة 20.1% من أصل جميع الأسر من عدة أفراد يعيشون في نفس المنزل ونسبة 7.9% كانت تتألف من شخص يعيش بمفرده يبلغ من العمر 65 عاماً أو أكثر. وبلغ متوسط حجم الأسرة المعيشية 2.86، أما متوسط حجم العائلات فبلغ 3.32.
بلغ العمر الوسطي للسكان 29.7 عاماً. وكانت نسبة 34.3% من القاطنين تحت سن الثامنة عشر، وكانت نسبة 9.3% بين الثامنة عشر والرابعة والعشرين عاماً، ونسبة 28.6% كانت واقعةً في الفئة العمرية ما بين الخامسة والعشرين والرابعة والأربعين عاماً، ونسبة 19.7% كانت ما بين الخامسة والأربعين والرابعة والستين، ونسبة 8.1% كانت ضمن فئة الخامسة والستين عاماً فما فوق. يوجد لكل 100 أنثى 90.8 ذكر، ويوجد لكل 100 أنثى في الثامنة عشر من عمرها فما فوق 86.6 ذكر.
بلغ متوسط دخل الأسرة في البلدة 32,353 دولارًا، أما متوسط دخل العائلة فبلغ 35,870 دولارًا. وكان متوسط دخل الذكور 30,278 دولارًا مقابل 17,625 دولارًا للإناث. وسجل دخل الفرد الخاص بالبلدة 14,350 دولارًا. وكانت نسبة 14.1% من العائلات ونسبة 15.6% من السكان تحت خط الفقر، وكان من هؤلاء نسبة 22.4% تحت سن الثامنة عشر ونسبة 13.9% في الخامسة والستين من العمر وما فوق.

### تعداد عام 2010
بلغ عدد سكان بورنس فلات 2,057 نسمة بحسب تعداد عام 2010، وبلغ عدد الأسر 720 أسرة وعدد العائلات 533 عائلة مقيمة في البلدة. في حين سجلت الكثافة السكانية 914.2 نسمة لكل كيلومتر مربع (2,367.8/ميل2). وبلغ عدد الوحدات السكنية 900 وحدة بمتوسط كثافة قدره 400 لكل كيلومتر مربع (1,036.0/ميل2).
وتوزع التركيب العرقي للبلدة بنسبة 82.50% من البيض و2.33% من الأمريكيين الأفارقة و3.45% من الأمريكيين الأصليين و0.44% من الأمريكيين ذوي الأصول الآسيوية و4.23% من الأعراق الأخرى و7.05% من عرقين مختلطين أو أكثر و11.76% من الهسبانيون أو اللاتينيون من أي عرق.
بلغ عدد الأسر 720 أسرة كانت نسبة 45.4% منها لديها أطفال تحت سن الثامنة عشر تعيش معهم، وبلغت نسبة الأزواج القاطنين مع بعضهم البعض 49.3% من أصل المجموع الكلي للأسر، ونسبة 17.5% من الأسر كان لديها معيلات من الإناث دون وجود شريك،  بينما كانت نسبة 7.2% من الأسر لديها معيلون من الذكور دون وجود شريكة وكانت نسبة 26% من غير العائلات. تألفت نسبة 20.4% من أصل جميع الأسر من عدة أفراد يعيشون في نفس المنزل ونسبة 6.4% كانت تتألف من شخص يعيش بمفرده يبلغ من العمر 65 عاماً أو أكثر. وبلغ متوسط حجم الأسرة المعيشية 2.86، أما متوسط حجم العائلات فبلغ 3.26.
بلغ العمر الوسطي للسكان 29.7 عاماً. وكانت نسبة 33% من القاطنين تحت سن الثامنة عشر، وكانت نسبة 8.9% بين الثامنة عشر والرابعة والعشرين عاماً، ونسبة 28.5% كانت واقعةً في الفئة العمرية ما بين الخامسة والعشرين والرابعة والأربعين عاماً، ونسبة 21.7% كانت ما بين الخامسة والأربعين والرابعة والستين، ونسبة 7.9% كانت ضمن فئة الخامسة والستين عاماً فما فوق. وتوزع التركيب الجنسي للسكان بنسبة 48.2% ذكور و51.8% إناث.

## أعلام
- كال براونينج